# آندراش هارگیتای
آندراس هارگیتای (به انگلیسی: András Hargitay) (زادهٔ ۱۷ مارس ۱۹۵۶) شناگر اهل مجارستان است.